# Ёглино (Ленинградская область)
Ёглино — деревня в Лисинском сельском поселении Тосненского района Ленинградской области.

## Этимология
Поскольку в новгородско-псковском диалекте древнерусского языка праславянские *tl, *dl дали не l, как большинстве восточнославянских диалектов, а kl, gl соответственно, то и слово «ель» звучало как «егль», «ёгла», отсюда топонимы Еглы, Еглино и т. п.

## История
Деревня Еглино упоминается в Дозорной книге Дозорной книге Водской пятины Корельской половины 1612 года в Никольском Ижорском погосте Ореховского уезда.
На карте Ингерманландии А. И. Бергенгейма, составленной по шведским материалам 1676 года, упомянута деревня Jegnobolsoi.
На шведской «Генеральной карте провинции Ингерманландии» 1704 года, составленной по материалам 1678 года, — Ivijägina.
На карте Санкт-Петербургской губернии Я. Ф. Шмидта 1770 года обозначены деревни Большое Еглино и Малое Еглино.
Деревни Большая Еглина и Малая Еглина отмечены на карте Санкт-Петербургской губернии 1792 года А. М. Вильбрехта.
На карте Санкт-Петербургской губернии Ф. Ф. Шуберта 1834 года также обозначены Большая Еглина и Малая Еглина.

МАЛОЕ ЕГЛИНО — деревня принадлежит Струбинскому, титулярному советнику, число жителей по ревизии: 13 м. п., 19 ж. п.;

БОЛЬШОЕ ЕГЛИНО — деревня принадлежит Воронцову, графу, число жителей по ревизии: 43 м. п., 44 ж. п. (1838 год)

Согласно карте Ф. Ф. Шуберта 1844 года деревни назывались Большая и Малая Еглина.

ЕГЛИНО МАЛОЕ — деревня госпожи Струбинской, по просёлочной дороге, число дворов — 6, число душ — 13 м. п.;

ЕГЛИНО БОЛЬШОЕ — деревня князя Воронцова, по просёлочной дороге, число дворов — 19, число душ — 48 м. п. (1856 год)

ЕГЛИНО МАЛОЕ — деревня владельческая при речке Еглинке, число дворов — 18, число жителей: 40 м. п., 28 ж. п.;

ЕГЛИНО БОЛЬШОЕ — деревня владельческая при речке Еглинке, число дворов — 20, число жителей: 60 м. п., 62 ж. п. (1862 год)

В 1864 году временнообязанные крестьяне деревни Большое Еглино выкупили свои земельные наделы у С. М. Воронцова и стали собственниками земли.
Согласно материалам по статистике народного хозяйства Царскосельского уезда 1888 года, имение при селении Большое Еглино площадью 136 десятин принадлежало жене действительного статского советника Е. А. Балашёвой, имение было приобретено до 1868 года. В имении производилась заготовка дров для сплава в Санкт-Петербург.
В конце XIX века деревни административно относились к Лисинской волости 1-го стана Царскосельского уезда Санкт-Петербургской губернии, в начале XX века — 4-го стана.
По данным «Памятной книжки Санкт-Петербургской губернии» за 1905 год имение Большое Еглино площадью 136 десятин принадлежало жене действительного статского советника Екатерине Андреевне Балашовой.
Согласно военно-топографической карте Петроградской и Новгородской губерний издания 1917 года деревня Большая Еглина насчитывала 22 крестьянских двора, деревня Малая Еглина — 10 дворов.
С 1917 по 1922 год деревни Большое Еглино и Малое Еглино входили в состав Лисинской волости Детскосельского уезда.
С 1922 года в составе Каменского сельсовета.
С 1923 года в составе Троцкого уезда.
С 1926 года в составе Еглинского сельсовета. Согласно данным переписи населения СССР 1926 года в деревне Большое Еглино проживали 168 человек, в деревне Малое Еглино — 135 человек, все русские.
С 1927 года в составе Больше-Еглинского сельсовета Детскосельского района.
С 1928 года в составе Каменского сельсовета. В 1928 году население деревень Большое Еглино и Малое Еглино составляло 339 человек.
С 1930 года в составе Тосненского района.
По данным 1933 года деревни Большое Еглино и Малое Еглино входили в состав Каменского сельсовета Тосненского района.

План деревни Ёглино. 1937 год

Согласно топографической карте 1937 года деревня Большое Еглино насчитывала 29 дворов, в ней находилась школа, деревня Малое Еглино насчитывала 19 дворов.
Деревни были освобождены от немецко-фашистских оккупантов 30 января 1944 года.
В 1965 году население деревень Большое Еглино и Малое Еглино составляло 72 человека.
По данным 1966 и 1973 годов деревни Большое Еглино и Малое Еглино также находились в составе Каменского сельсовета.
По данным 1990 года деревня Ёглино входила в состав Лисинского сельсовета.
В 1997 году в деревне Ёглино Лисинской волости проживали 8 человек, в 2002 году — 36 человек (русские — 92 %).
В 2007 году в деревне Ёглино Лисинского СП — 7 человек.

## География
Деревня расположена в юго-западной части района на автодороге 41К-175 (Лисино-Корпус — Радофинниково), к югу от центра поселения — посёлка Лисино-Корпус.
Расстояние до административного центра поселения — 24 км.
В 1 км к северо-востоку от деревни находится остановочный пункт Ёглино Санкт-Петербургского отделения Октябрьской железной дороги на линии Новолисино — Новгород.
Через деревню протекает река Еглинка.

## Демография
| 1862 | 2007 | 2010 | 2017 |
| ---- | ---- | ---- | ---- |
| 190  | ↘7   | ↗29  | ↘10  |

## Улицы
Большая, Малая.